# Emory, Texas
Emory là một thành phố thuộc quận Rains, tiểu bang Texas, Hoa Kỳ. Năm 2010, dân số của xã này là 1239 người.

## Dân số
- Dân số năm 2000: 1021 người.
- Dân số năm 2010: 1239 người.